# Wydział Pedagogiczny Uniwersytetu Warszawskiego
Wydział Pedagogiczny Uniwersytetu Warszawskiego – jeden z 25 wydziałów Uniwersytetu Warszawskiego.

## Kierunki kształcenia
Dostępne kierunki:
- Pedagogika (studia I i II stopnia)
- Graduate Programme in Teaching English to Young Learners (studia II stopnia)
- Pedagogika przedszkolna i wczesnoszkolna (studia jednolite magisterskie)
- Pedagogika specjalna (studia jednolite magisterskie)

## Dziekani
- dr Maria Żebrowska (1953–1954)
- prof. dr hab. Ryszard Wroczyński (1954–1958)
- prof. dr Wincenty Okoń (1958–1960)
- dr Tadeusz Pasierbiński (1960–1962)
- prof. dr hab. Ryszard Wroczynski (1960–1966)
- dr Marian Maruszewski (1966–1973)
- prof. dr Czesław Kupisiewicz (1973–1980)
- prof. dr Stefan Wołoszyn (1980–1981)
- prof. dr hab. Anna Przecławska (1981–1987)
- dr hab. Irena Szybiak (1987–1993)
- dr hab. Stefan Mieszalski (1993–1996)
- dr hab. Alicja Siemak-Tylikowska (1996–2002)
- prof. dr hab. Mirosław Stanisław Szymański (2002–2008)
- dr hab. Alicja Siemak-Tylikowska (2008–2012)
- prof. dr hab. Anna Wiłkomirska (2012–2020)
- dr hab. Rafał Godoń (od 2020)

## Władze Wydziału
W kadencji 2020–2024:
| Stanowisko                 | Imię i nazwisko                |
| -------------------------- | ------------------------------ |
| Dziekan                    | dr hab. Rafał Godoń            |
| Prodziekan ds. finansowych | prof. dr hab. Anna Wiłkomirska |
| Prodziekan ds. studenckich | dr hab. Barbara Murawska       |

## Struktura organizacyjna
Wydział Pedagogiczny UW składa się z następujących jednostek organizacyjnych:

### Katedry
| Katedra                                                   | Kierownik                                |
| --------------------------------------------------------- | ---------------------------------------- |
| Katedra Biomedycznych Podstaw Rozwoju i Seksuologii       | prof. dr hab. Zbigniew Izdebski          |
| Katedra Dydaktyki i Pedeutologii                          | prof. dr hab. Joanna Madalińska-Michalak |
| Katedra Pedagogiki Specjalnej i Włączającej               | dr hab. Grzegorz Szumski                 |
| Katedra Polityki Oświaty i Społecznych Badań nad Edukacją | dr hab. Roman Dolata                     |

### Zakłady
| Zakład                                             | Kierownik                                  |
| -------------------------------------------------- | ------------------------------------------ |
| Zakład Edukacji Estetycznej i Studiów nad Kulturą  | prof. dr hab. Krystyna Milczarek-Pankowska |
| Zakład Edukacji Ustawicznej i Andragogiki          | dr hab. Małgorzata Przanowska              |
| Zakład Humanistycznych Podstaw Pedagogiki          | dr hab. Adam Fijałkowski                   |
| Zakład Interdyscyplinarnych Badań nad Kulturą      | dr hab. Mirosław Pęczak                    |
| Zakład Pedagogiki Społecznej                       | dr hab. Maria Kolankiewicz                 |
| Zakład Wczesnej Edukacji i Kształcenia Nauczycieli | dr hab. Małgorzata Żytko                   |

## Dawni wykładowcy
- Stefan Baley
- Maria Grzegorzewska
- Aleksander Hulek
- Andrzej Jaczewski
- Łukasz Kurdybacha
- Józef Miąso
- Anna Mońka-Stanikowa
- Bogdan Nawroczyński
- Jadwiga Nowak
- Hanna Pohoska
- Anna Przecławska
- Elżbieta Putkiewicz[4]
- Bogdan Suchodolski
- Danuta Świerczyńska-Jelonek
- Tadeusz Tomaszewski
- Barbara Wilgocka-Okoń
- Irena Wojnar
- Władysław Zaczyński